# NGC 2541
| Galáxia espiral NGC 2541 |                                                                    |
|                          |                                                                    |
| Dados do catálogo:       |                                                                    |
| Classificação do objeto: | Sc IV                                                              |
| Brilho superficial       | 14,6                                                               |
| Massa (Sol=1)            | ----                                                               |
| Outras denominações:     | UGC 4284, MCG+08-15-054, H III-710, h 492, GC 1631, PGC 23110, etc |

NGC 2541 é uma galáxia espiral localizada a cerca de vinte e quatro milhões de anos-luz (aproximadamente 7,358 megaparsecs) de distância na direção da constelação do Lince. Possui uma magnitude aparente de 11,5, uma declinação de +49º 03' 41" e uma ascensão reta de 08 horas, 14 minutos e 40,1 segundos.